# 山村学園短期大学
山村学園短期大学（やまむらがくえんたんきだいがく、英語: Yamamura Gakuen College）は、埼玉県比企郡鳩山町石坂604に本部を置く日本の私立大学。1922年創立、1989年大学設置。大学の略称は山村短大。 

## 概観

### 大学全体
- 埼玉県比企郡鳩山町に所在する日本の私立短期大学で、設置主体は学校法人山村学園[1]。
- 1989年に山村女子短期大学として開学。2002年に共学化され、学科の増設により2学科体制となる。2014年度入学生より1学科体制となる。

### 建学の精神（校訓・理念・学是）
- 質実・英知・愛敬[2]

### 教育および研究
- 子ども学科では体験して学ぶ校外実習に力を入れており、その一環として「動物飼育体験実習」や「里山保全体験学習」などがある。過去にあったコミュニケーション学科では、「キャリアデザイン」「ビジネス」「IT」「英語」「中国語」「心理」「福祉」「文化コミュニケーション」「幼児教育」などの各フィールドから科目を任意に選択できるという特長があった。幼児教育フィールドでは、当学科の専門科目を履修しながら幼稚園教諭を目指すこともできるとされていた。2004年度より厚生労働省の若年者就職基礎能力修得支援事業に対応したカリキュラムが用意されていた。

### 学風および特色
- 山村学園短期大学は、1922年創立の学校法人山村学園により運営されているが、短期大学の設置は1989年と新しい。

## 沿革
- 1922年
  - 山村学園創立。当時は被服科（当時の所在地は川越市）。
- 1951年
  - 3月1日：学校法人が成立する[3]。
- 1987年
  - 10月：短期大学の設置申請を始める[4]。
- 1988年
  - 12月22日：左記を以て文部省[注 2]より短期大学の設置が認可される[5]。
- 1989年
  - 4月1日：山村女子短期大学が以下の学科体制にて開学[6]。
    - 国際文化科 入学定員150名[注 3]
- 2002年
  - 4月1日：この年度における出来事を以下、列挙する[8]。
    - 山村女子短期大学→山村学園短期大学[注 4]
    - 以下の学科を増設する。
      - 保育学科 入学定員50名

    - 国際文化科をコミュニケーション学科に改組[注 5]。
      - コミュニケーション学科 入学定員100名
- 2006年
  - 4月1日：各学科の入学定員を以下の通り変更する[10]。
    - コミュニケーション学科 100→70
    - 保育学科 50→80
- 2012年
  - 4月1日：コミュニケーション学科をキャリアコミュニケーション学科に名称変更[11]。
- 2013年
  - 4月1日：各学科の入学定員を以下の通り変更する[12]。
    - 保育学科 80→100
    - キャリアコミュニケーション学科 70→50

  - 4月1日：以下の学科については、この年度で学生募集を最終とする[注 6]。
    - キャリアコミュニケーション学科[注 7]
- 2019年
  - 4月1日：保育学科を子ども学科へ改称する[15]

## 基礎データ

### 所在地
- 埼玉県比企郡鳩山町石坂601

### 象徴
- ホームページほか右記資料も参照のこと[2]。

### 年度別学生数
| -      | コミュニケーション学科 | 保育学科 | 出典     |
| ------ | ---------------------- | -------- | -------- |
| 1989年 | 女203                  | -        | [ 16 ]   |
| 1990年 | 女394                  | -        | [ 17 ]   |
| 1991年 | 女400                  | -        | [ 18 ]   |
| 1992年 | 女425                  | -        | [ 注 9 ] |
| 1993年 | 女452                  | -        | [ 21 ]   |
| 1994年 | 女426                  | -        | [ 22 ]   |
| 1995年 | 女377                  | -        | [ 23 ]   |
| 1996年 | 女345                  | -        | [ 24 ]   |
| 1997年 | 女314                  | -        | [ 25 ]   |
| 1998年 | 女273                  | -        | [ 26 ]   |
| 1999年 | 女218                  | -        | [ 27 ]   |

## 教育および研究

### 学科
- 子ども学科 入学定員100名[1]

### 過去に存在した学科
- コミュニケーション学科→キャリアコミュニケーション学科 入学定員50名[注 10]

### 専攻科
- なし

### 別科
- なし

### 取得資格について
資格
- 保育士：子ども学科

教職課程
- 幼稚園教諭二種免許状
  - 子ども学科
  - コミュニケーション学科：保育学科の科目を履修することにより可能となっていた

## 学生生活

### 部活動・クラブ活動・サークル活動
- 山村学園短期大学におけるクラブ活動には、公認されているクラブとして以下のものがある。
  - 体育系：ゴルフ・バレーボール・剣道・バスケットボール・テニスほか
  - 文化系：手話・児童文化ほか

### 学園祭
- 山村学園短期大学の学園祭は「山緑祭」と呼ばれ、毎年概ね11月に行われる。

### スポーツ
- テニス部が短大のクラブでも至って強く、2005年8月に行われた全国私立短期大学体育大会で男子ダブルスがベスト8の成績を残している。ほか、バスケットボール部も同イベントに出場している。

## 施設
- 体育館
- カフェテリア
- 図書館
- 芙蓉館：演奏会などに使用される。収容人数はおよそ600人となっている。

### キャンパス
- 「緑あふれるヨーロッパ山岳都市」をイメージしたものとされており、開学した1989年に「さいたま景観賞」を受賞している。

## アクセス
短大の前にはバス停留所がある。そこから短大の正門までやや急坂となっている。なお、朝・夕および悪天候日はキャンパスにより近い場所までバスの乗り入れがある。
- 東武東上線 「高坂駅」 西口2番バス乗り場から川越観光バス（TA01系統、TA02系統、TA03系統：高坂駅西口 - 鳩山ニュータウン）
  - 「山村学園短期大学」バス停下車（高坂駅から約7分）
  - 路線バスは、朝通学時間帯は1時間あたり9本（8時台）、日中は1時間あたり5 - 6本が運行されている。
- 関越自動車道「鶴ヶ島インターチェンジ」から8.5 km、「東松山インターチェンジ」から6 km

## 対外関係

### 他大学との協定
- 以下の大学と単位互換制度を行っている。
  - 東京電機大学
  - 大東文化大学

### 姉妹校
- 山村学園高等学校（川越市）
- 山村国際高等学校（坂戸市）

## 卒業後の進路について

### 就職について
- 保育学科：保育園や幼稚園への就職者が多いのが特徴である。
- コミュニケーション学科：全体的には一般企業への就職者が多いものとなっていた。埼玉りそな銀行・みずほフィナンシャルグループ・三井住友銀行・栃木銀行・ジェイティービー・NTTドコモ・オリエンタルランド・クリスタル観光バス・資生堂などに就職していた。幼稚園への就職者も若干名いた[30]。

### 編入学・進学実績
- 保育学科：東京福祉大学・日本社会事業大学ほか[31]。
- コミュニケーション学科：福島大学・群馬大学・埼玉大学・高崎経済大学・流通経済大学・駿河台大学・埼玉工業大学・敬愛大学・専修大学・東洋大学・日本福祉大学ほか[32]。